# Artéfact numérique
Un artéfact numérique est un artéfact dû à l’utilisation de technologie numérique. Il existe des artéfacts photographiques, vidéos ou encore audio. Ces artéfacts constituent un élément indésirable ou défectueux du média.

## Types d'artéfacts

### De type optique
Des éléments parasites peuvent provoquer des artéfacts numériques dans l'optique de l'appareil. Un objectif sale ou avec des traces peuvent provoquer d'étranges orbes.
Des problèmes de réflexions, à l'intérieur de la caméra, peuvent provoquer un facteur de flare ou encore des fuites de lumière.

### Par compression et encodage
La compression d'une image utilise un algorithme dont la fonction est de réduire l'occupation d'espace par limitation de redondance des données, ce qui provoque en définitive une perte de données tolérable. Cependant, un excès de compression peut provoquer des pertes de données qui altèrent l'image et provoquent des artéfacts,. Un excès de compression peut également provoquer un bruit numérique ou une posterisation de l'image.
Les algorithmes d'encodages numériques, tout type de formats numériques confondus, sont soumis à des risques d'anomalie pouvant créer des artéfacts. Ceux-ci sont particulièrement reconnaissables en vidéo, provoquant des groupes de pixels provisoirement erronés ou des images désentrelacées. En audio, cela peut produire par des effets de bruits ou de voix robotisées.
Une mauvaise réception de signal numérique, sur un téléviseur, reproduit ce type d'artefact par le décodage de macro-blocs numériques corrompus. 

### Par saturation
Les capteurs CMOS et CCD d'appareils photos numériques peuvent provoquer des artéfacts lorsqu'ils sont en surexposition lumineuse, pouvant provoquer un trait lumineux barrant l'image, ou un point noir au point le plus surexposé de l'image. 
Ces artefacts sont particulièrement également communs en vidéo analogique.

### Pixels morts et chauds
Le pixel mort est également un artefact numérique auquel s'ajoute le pixel chaud dont la couleur varie du rouge au rosé. Le positionnement de ces derniers peut varier, contrairement aux pixels morts qui restent fixes.